# Рудник Tiebaghi (нікелевий)
Рудник Tiebaghi (нікелевий) — гірничодобувний майданчик у Меланезії на острові Нова Каледонія (заморське володіння Франції).
Близько сотні років гірський масив Tiebaghi був відомий як центр видобутку хромітів (рудники Tiebaghi, Fantoche, Chagrin), що тривав до початку 1990-х років. При цьому в 1965-му тут також виявили поклади нікелю, до розробки яких наприкінці 1990-х узялась найвідоміша новокаледонська гірнича компанія Société le Nickel (SLN). Власниками останньої на той час були французька Eramet (90 %) ат японська Nisshin Steel (10 %), а в 2000—2008 роках 34 % зі складу частки Eramet відійшли компанії Société Territoriale Calédonienne de Participation Industrielle (STCPI), що представляє три провінції Нової Каледонії.
Розробка ведеться традиційним для Нової Каледонії відкритим способом на двох кар'єрах (гірничих ліцензіях) — спершу в 1997-му почав роботу «Alpha», а в 2010-му до нього приєднався «Dôme».
Первісно вся руда відправлялась до узбережжя автотранспортом, проте з 2008-го руда з меншим вмістом нікелю — від 1,6 % до 2,8 % — транспортується по пульпопроводу на збагачувальну фабрику. Високоякісна (вміст нікелю понад 2,8 %) руда та отриманий після збагачення концентрат відправляються через береговий термінал, який використовує для завантаження суден конвеєр завдовжки 1,8 км, з яких 1,3 км припадає на морську ділянку. Більшість продукції рудника споживає належний SLN металургійний завод у Доніамбо, проте низькоякісну руду зі вмістом некелю від 1,4 % до 1,6 % відправляють на експорт.
З 2002 по 2009 роки проєктна потужність рудника істотно зросла та досягнула 1,2 млн тонн на рік. У 2021-му на Tiebaghi видобули 1050 тисяч тонн руди.